# Orthocladius obumbratus
Orthocladius obumbratus är en tvåvingeart som beskrevs av Oskar Augustus Johannsen 1905. I den svenska databasen Dyntaxa används istället namnet Orthocladius rhyacobius. Orthocladius obumbratus ingår i släktet Orthocladius och familjen fjädermyggor. Arten är reproducerande i Sverige. Inga underarter finns listade i Catalogue of Life.